# باشگاه والیبال کاله جوان
باشگاه والیبال کاله جوان آمل یک باشگاه والیبال ایرانی است که در شهر آمل بنیانگذاری شده‌است. این تیم که کاله جوان نامیده می‌شود از زیر مجموعه باشگاه‌های ورزشی کاله است. کاله جوان با نایب قهرمانی در لیگ دسته یک ۱۳۹۳ به لیگ برتر صعود کرد.

## مربیان و مسئولین
- ولی‌الله فیاض نیا، سرپرست
- احمد فتاح، سرمربی
- محسن خسروی، دستیار مربی
- امیر حسن صمیمی، آنالیزور

## بازیکنان
عبدالله حبیبی
میلاد حسن لو
محسن باقریان
محمد شکری
محمد کاظم غفاری
احمد اسماعیل‌نژاد
محمد سعادتی
علی حسین نتاج
نیما نظرپور
مهدی رضایی
حسین کامران
امیر ثمینی

## دستاوردها
- دو سومی لیگ دسته یک والیبال ایران ۱۳۹۰ و ۱۳۹۴
- نایب قهرمان لیگ دسته یک والیبال ایران ۱۳۹۳